# 1953년 남아프리카 연방 총선거
1953년 남아프리카 연방 총선거는 1953년 4월 18일 남아프리카 연방에서 실시된 총선거로 남아프리카 연방의회 156석을 선출하기 위해 실시되었다. 국민당이 94석, 연합당이 57석, 노동당이 5석을 차지했다.